# Villiers-sur-Orge
Villiers-sur-Orge – miejscowość i gmina we Francji, w regionie Île-de-France, w departamencie Essonne.
Według danych na rok 1990 gminę zamieszkiwały 3704 osoby, a gęstość zaludnienia wynosiła 2081 osób/km² (wśród 1287 gmin regionu Île-de-France Villiers-sur-Orge plasuje się na 374. miejscu pod względem liczby ludności, natomiast pod względem powierzchni na miejscu 870.).